# Carlos Casares (Buenos Aires)
Carlos Casares of Casares is een plaats in het Argentijnse bestuurlijke gebied Carlos Casares in de provincie Buenos Aires. De plaats telt 21 125 inwoners.